# El Gusano de Santiago
El Gusano de Santiago är en ort i Mexiko.   Den ligger i kommunen Huetamo och delstaten Michoacán de Ocampo, i den södra delen av landet, 220 km väster om huvudstaden Mexico City. El Gusano de Santiago ligger 228 meter över havet och antalet invånare är 215.
Terrängen runt El Gusano de Santiago är kuperad norrut, men söderut är den platt. Runt El Gusano de Santiago är det ganska glesbefolkat, med 23 invånare per kvadratkilometer. Närmaste större samhälle är Huetamo de Núñez, 16,8 km nordost om El Gusano de Santiago. I omgivningarna runt El Gusano de Santiago växer huvudsakligen savannskog.